# Ajn Tindamin
Ajn Tindamin (arab. عين تندمين, fr. Aïn Tindamine)  – jedna z 52 gmin w prowincji Sidi Bu-l-Abbas, w Algierii, znajdująca się w środkowej części prowincji, około 58 km na południe od Sidi Bu-l-Abbas. W 2008 roku gminę zamieszkiwało 2476 osób. Numer statystyczny gminy w Office National des Statistiques d'Algérie to 2224.